# Party Rock
Party Rock — дебютный студийный альбом LMFAO, релиз которого состоялся 7 июля 2009 года на Interscope Records. В альбоме в основном присутствует электроника, смешанная с хип-хопом, синти-попом 80-х и танцевальной музыкой с текстами о вечеринках, выпивке и сексе.
Диск был номинирован на 52-й церемонии «Грэмми» в номинации «Лучший электронный/танцевальный альбом».
Альбом был смиксован и записан на «KMA Music» в Манхэттене.

## Синглы
Первый официальный сингл «I'm in Miami Bitch» достиг 51 строчки Billboard 100. Второй сингл «La La La» достиг 55 строчки Billboard Hot 100. Третьим официальным синглом стала песня «Shots», записанная вместе Lil Jon и достигшая 68 строчки Billboard Hot 100. Четвёртым синглом стала песня «Yes». Песня «Get Crazy» используется как заглавная тема в сериале «Jersey Shore».

## Рецензии
Party Rock получил смешанные отзывы. Сайт Metacritic оценил его на 63 балла из 100, основываясь на четырёх обзорах. Майкл Вуд из Los Angeles Times прокомментировал, что «Party Rock — это удовольствие, как смесь вдохновлённого бита 80-х, броских хуков и броских фраз о том, что случится на вечеринке, если там остаться». Джинджер Клементс из Billboard сказала, что Redfoo и Sky Blu выполняют все лирические требования для летнего гимна — солнечное место действия, сексуальная напряжённость и бодрящая ликёром безостановочная вечеринка. Джон Буш из Allmusic назвал альбом «снисходительной записью с большим количеством забавы и незрелости, но реально нужной для растущей музыкальной личности».

## Список композиций
Слова и музыка всех песен — LMFAO.
| №   | Название                    | Длительность |
| --- | --------------------------- | ------------ |
| 1.  | «Rock The BeaT»             | 0:54         |
| 2.  | «I'm in Miami Trick»        | 3:47         |
| 3.  | «Get Crazy»                 | 3:45         |
| 4.  | «Lil' Hipster Girl»         | 3:22         |
| 5.  | «La La La»                  | 3:30         |
| 6.  | «What Happens At The Party» | 5:55         |
| 7.  | «Leaving U 4 The Groove»    | 3:32         |
| 8.  | «I Don't Wanna Be»          | 3:38         |
| 9.  | «Shots (feat. Lil Jon)»     | 3:42         |
| 10. | «Bounce»                    | 4:03         |
| 11. | «I Shake, I Move»           | 3:04         |
| 12. | «I Am Not A Whore»          | 3:15         |
| 13. | «Yes»                       | 3:03         |
| 14. | «Scream My Name»            | 4:16         |

| №   | Название      | Длительность |
| --- | ------------- | ------------ |
| 15. | «Get On Down» | 3:13         |

| №   | Название          | Длительность |
| --- | ----------------- | ------------ |
| 15. | «A Song About Us» | 5:55         |

## Чарты
| Чарты             | Наилучшая позиция | Продажи |
| ----------------- | ----------------- | ------- |
| U.S Billboard 200 | 33                | 500,000 |